# Кохання під час холери (фільм)
«Кохання під час холери» (англ. Love in the time of cholera) — 13-й фільм кінорежисера Майкла Ньюелла, знятий у 2007 році. Кінофільм був приурочений до ювілею Габрієля Гарсія Маркеса.

## Зміст
Муки кохання не тривають вічно. Та юний посильний Флорентіно Аріза пообіцяв красуні Ферміні Дазе вічно кохати її і мучився своєю пристрастю п'ятдесят три роки. Він проніс своє кохання через все життя, хоча часом воно було не краще, ніж епідемія холери. А коли Господь дав можливість розпуститися їхній квітці кохання, саме знак холери дозволив їм нарешті насолодитися своїм почуттям.

## Ролі
| Актор/Актриса           | Роль                                  |
| ----------------------- | ------------------------------------- |
| Хав'єр Бардем           | Флорентіно Аріса                      |
| Джованна Меццоджорно    | Ферміна Даса                          |
| Бенджамін Бретт         | Хувеналь Урбіно                       |
| Джон Легуізамо          | Лоренцо Даса (батько Фермін Даси)     |
| Фернанда Монтенегру     | Трансіто Аріса                        |
| Каталіна Сандіно Морено | Гілдебранда Санчес                    |
| Лев Шрайбер             | Лотаріо Тугут (друг Флорентіно Аріса) |
| Лора Геррінґ            | Сара Норієґа                          |

## Цікаві факти
Слоган фільму: «Як довго можна чекати свою любов?»